# Berzelia
- Commons
- Wikispecies

Berzelia é um género botânico pertencente à família Bruniaceae.